# Túnel João Ricardo
O Túnel João Ricardo localiza-se no bairro da Gamboa, na cidade do Rio de Janeiro, no Brasil.

## História
As suas obras foram iniciadas em 16 de fevereiro de 1919, sob a direção do engenheiro João Gualberto Marques Porto, Secretário Geral de Viação e Obras do então Distrito Federal. Durante sua construção ocorreram alguns acidentes de trabalho como em 3 de outubro, quando um operário foi soterrado e em 22 de outubro, um acidente matou um operário e feriu outros 3.. Suas obras foram concluídas em dezembro e inauguradas em 24 de dezembro daquele ano, pelo presidente da república Epitácio Pessoa. A sua abertura visava solucionar um dos problemas de tráfego à época na cidade: a comunicação entre a zona portuária e a Estação Central do Brasil da Estrada de Ferro Central do Brasil.

## Características
Sob o Morro da Providência, a sua galeria possui 293 metros de comprimento por treze de largura.